# Denis Irwin
Denis Joseph Irwin (* 31. Oktober 1965 in Cork) ist ein ehemaliger irischer Fußballspieler. Der Außenverteidiger war in den 1990er Jahren eine feste Größe in der aufstrebenden Mannschaft von Manchester United unter Alex Ferguson. Der 56-fache irische Nationalspieler und WM-Teilnehmer von 1994 errang mit „United“ sieben englische Meisterschaften (1993, 1994, 1996, 1997, 1999, 2000 und 2001), zwei FA-Cup-Trophäen (1994 und 1996 – einen weiteren Finalerfolg 1999 verpasste er rotgesperrt), dazu 1992 den Ligapokal sowie auf europäischer Bühne neben dem Pokalsiegertitel 1991 vor allem die Champions League 1999.

## Sportlicher Werdegang

### Anfänge (1982–1990)
Denis Irwin wuchs in der südirischen Grafschaft Cork auf und zunächst war seine sportliche Zukunft nicht auf den Fußball festgelegt. Grund dafür war, dass er den in Irland populäreren, artverwandten Sportarten Gaelic Football und Hurling in Stadien wie dem Croke Park und dem Páirc Uí Chaoimh nachgegangen war. Dabei hatte er mit John Allen – später erfolgreicher Trainer in den Hochburgen Cork und Limerick – auch einen namhaften Mentoren.
Im März 1982 wendete er sich allerdings von den irischen Nationalsportarten ab und schloss sich in Nordengland der Jugendabteilung von Leeds United an. Zweieinhalb Monate nachdem er dort um seinen 18. Geburtstag herum den ersten Profivertrag unterzeichnet hatte, debütierte er am 16. Januar 1984 in einem Pflichtspiel gegen Scunthorpe United (2:4 im FA Cup) und fünf Tage später absolvierte er sein erstes Zweitligaspiel gegen den FC Fulham (1:0). In der folgenden Saison 1984/85 eroberte sich Irwin unter Trainer Eddie Gray den Stammplatz auf der rechten Abwehrseite, bevor er ihn nach Grays Demission im Oktober 1985 unter dessen Nachfolger Billy Bremner überraschend an Neil Aspin wieder verlor. Dazu erlaubte ihm Leeds sogar nach Abschluss der Spielzeit 1986/87 einen ablösefreien Vereinswechsel und mit dem Ligakonkurrenten Oldham Athletic fand sich schnell ein Interessent, bei dem Irwin dann auch anheuerte.
Bereits am ersten Spieltag ersetzte er auf der rechten Abwehrseite den vormals dort positionierten Willie Donachie und in einer Saison 1986/87, in der Irwin nur ein Ligaspiel verpasste, scheiterte Oldham im Aufstiegskampf erst in den Play-offs an Irwins Ex-Klub aus Leeds. Nach zwei Jahren im Mittelfeld der englischen Second Division brachte die Saison 1989/90 eine deutliche sportliche Weiterentwicklung. Dabei erreichte Irwin mit Oldham nicht nur in der Liga den achten Rang. Darüber hinaus war neben der Endspielteilnahme im Ligapokal gegen Nottingham Forest (0:1) der Einzug ins Pokalhalbfinale wegweisend, in dem Irwin mit seinen Mannen nur knapp gegen Manchester United – und erst über ein Wiederholungsspiel – verlor. „Uniteds“ Trainer Alex Ferguson war dabei derart von Irwins Darbietungen beeindruckt, dass er ihn kurze Zeit später für 625.000 Pfund verpflichtete.

### Manchester United (1990–2002)
In seiner ersten Saison 1990/91 für den neuen Arbeitgeber agierte Irwin als Stammrechtsverteidiger und mit seiner Schnelligkeit, Spielintelligenz und den präzisen, mit Effet geschlagenen Flanken, die besonders gegnerische Torhüter vor schwierige Aufgaben stellten, fügte er dem Offensivspiel eine neue „Waffe“ hinzu. Im Defensivspiel zeigte er zwar in einigen Situationen Schwächen – dazu zählte aufgrund der geringen Körpergröße immer wieder das Kopfballspiel –, aber mangelnde physische Präsenz glich er häufig durch ein gutes Timing bei Abwehraktionen aus. Der erste Titel folgte im Europapokal der Pokalsieger durch einen 2:1-Finalsieg im Mai 1991 gegen den FC Barcelona – knapp einen Monat zuvor hatte er noch sein zweites Ligapokalendspiel in Folge gegen Sheffield Wednesday mit 0:1 verloren. Als Ferguson zur Saison 1991/92 mit Paul Parker einen weiteren Akteur für die rechte Abwehrposition verpflichtete, wechselte Irwin auf die linke Seite und dank seiner Beidfüßigkeit stellte er sich nach anfänglichen Umgewöhungsschwierigkeiten gut auf die neuen Anforderungen ein. In dieser Funktion gewann er schließlich 1992 seinen ersten englischen Titel, nachdem er im dritten Anlauf den Ligapokal durch ein 1:0 im Finale gegen Nottingham Forest errungen hatte. Er übertraf seine vier Ligatreffer in der folgenden Saison 1992/93, die Manchester United die erste englische Meisterschaft nach 26 Jahren einbrachte, um ein weiteres Tor und speziell sein spektakuläres Siegtor im April 1993 gegen Coventry City sorgte für dringend benötigte drei Punkte. Endgültig zu einem der besten Premier-League-Spieler schwang er sich in der Spielzeit 1993/94 auf, in der er auf dem Weg zum „Double“ aus englischer Meisterschaft und FA Cup zwei Glanzlichter setzte (ein sehenswertes Freistoßtor in Anfield gegen den FC Liverpool und im Pokalachtelfinale ein Treffer nach Passstafette mit Paul Ince gegen den FC Wimbledon) und am Ende in die Erstligamannschaft des Jahres („PFA Team of the Year“) gewählt wurde.
Als Freistoß- und Eckenspezialist (zumeist von rechts) war er zu dieser Zeit auch für seine Qualitäten bei „ruhendem Ball“ sehr geschätzt; dazu führte er vermehrt Elfmetern aus. In einer titellosen Saison 1994/95 fiel der auf dem Platz zumeist ruhige Vertreter am meisten im FA Cup mit Treffern gegen den AFC Wrexham und Crystal Palace auf und im April 1995 unterschrieb er bei Manchester United einen neuen Dreijahresvertrag. Gleichsam auf beiden Abwehrseiten eingesetzt, errang Irwin 1996 mit United das zweite Double aus englischer Meisterschaft und FA Cup in seiner Karriere, wenngleich er selbst nur einen eigenen Ligatreffer erzielte (dazu kam ein Eigentor gegen die Queens Park Rangers (1:1)). Irwin sorgte bereits am ersten Spieltag der Saison 1996/97 für einen Treffer gegen den FC Wimbledon (3:0) und in der Spielzeit, die mit der erfolgreichen Titelverteidigung in der Premier League endete, war er mit Ausnahme kurzer Verletzungspausen – darunter bei der 0:1-Heimniederlage in der Champions League gegen Juventus Turin – erneut in wichtiger Schlüsselspieler, der in entscheidenden Situationen für die notwendige Ruhe sorgte. Dazu kam, dass er nach drei verschossenen Elfmetern von Teddy Sheringham nun erste Wahl bei den Strafstößen für United war und in der Champions-League-Saison 1997/98 zeigte er sich gegen Feyenoord Rotterdam diesbezüglich als guter Nachfolger. Im Rückspiel gegen den niederländischen Vertreter verletzte ihn Anfang November 1997 Paul Bosvelt dann derart schwer, dass Irwin bis Januar 1998 weitgehend außer Gefecht gesetzt war. Die Genesung verlief gut und ohne sichtbare Einschränkungen kehrte er anlässlich eines Pokalspiels gegen den FC Chelsea zurück und im März 1998 führte er die Mannschaft zudem als Kapitän an.
In Manchester Uniteds Triple-Saison 1998/99, die dem Verein neben einem weiteren Doppelerfolg in englischer Meisterschaft und FA Cup auch die Champions-League-Trophäe einbrachte, war Irwin zwar weiter trotz zunehmender jugendlicher Konkurrenz eine feste Größe im Team, fehlte jedoch auch in einigen Phasen. Nachdem er zehn der ersten elf Partien bestritten hatte, legte er im Oktober 1998 aufgrund einer Knieverletzung eine Zwangspause ein. Dennoch trug er mit drei verwandelten Elfmetern in wichtigen Situationen (zwei gegen Liverpool und einen gegen den FC Middlesbrough im Pokal) maßgeblich zum Gesamterfolg bei – wenngleich aufgrund einer roten Karte für das FA-Cup-Endspiel gegen Newcastle United (2:0) gesperrt – und am Ende wurde er als einer von fünf United-Spielern erneut in die Mannschaft des Jahres gewählt. In seiner zehnten Saison 1999/2000 für Manchester übertraf er Peter Schmeichels Rekordeinsatzzahl in der Champions League und auch dank seiner Entscheidung, die Karriere in der irischen Nationalmannschaft zu beenden und sich auf den Vereinsfußball zu fokussieren, verteidigte er weiter seinen Stammplatz auf der linken Abwehrseite. Er errang im Jahr 2000 den mittlerweile sechsten Meistertitel und hatte damit zu diesem Zeitpunkt gemeinsam mit Ryan Giggs erstmals mehr diesbezügliche Medaillen als jeder andere Manchester-Spieler in der Historie angesammelt. Diese Anzahl schraubte er im Jahr darauf noch auf sieben hoch, dem gleichsam letzten Meistertitel in seiner Laufbahn. Der Posten des linken Außenverteidigers war dabei einem stetigen Konkurrenzkampf zwischen Irwin, den Brüdern Gary und Phil Neville sowie Mikaël Silvestre ausgesetzt und der „Altmeister“, der in der Saison 2000/01 auch sein 500. Pflichtspiel absolviert hatte („standesgemäß“ für einen Iren am Saint Patrick’s Day), kam auf 20 Ligaeinsätze von Beginn an und traf dazu in beiden Champions-League-Partien gegen den RSC Anderlecht per Elfmeter. In seiner letzten Saison 2001/02 für Manchester United kam Irwin nur noch sporadisch zum Zug; bei seinem finalen Auftritt am letzten Spieltag gegen Charlton Athletic (0:0) ließ ihn Trainer Ferguson anlässlich seines bevorstehenden Abschieds noch einmal die Kapitänsbinde tragen.

### Karriereausklang (2002–2004)
Ende Juli 2002 wechselte Irwin ablösefrei zu den zweitklassigen Wolverhampton Wanderers. Die „Wolves“ hatten mit Paul Ince einen weiteren, ehemals bei Manchester United aktiven „Veteranen“ verpflichtet und gemeinsam waren sie Schlüsselspieler im letztlich erfolgreichen Aufstiegskampf. Früh machte Irwin dabei auch als Torschütze auf sich aufmerksam, darunter zunächst gegen den FC Burnley und im Oktober gegen Grimsby Town – beide Treffer per Freistoß. Vorhandene Bedenken, die seine Fitness im vergleichsweise hohen Fußballeralter in Frage stellten, konnte dieser durch gute Leistungen auf beiden Abwehrseiten beantworten und am Ende gelang es ihm ein weiteres Mal, in die (Zweitliga-)Mannschaft des Jahres nominiert zu werden.
Nachdem er sich ursprünglich nur auf ein Jahr in Wolverhampton eingestellt hatte, verlängerte Irwin sein Engagement aufgrund der Aussicht noch einmal ein Jahr in der Premier League spielen zu können. Dass die Saison 2003/04 seine letzte sein würde, verkündete Irwin zu Beginn der Spielzeit im August 2003. Dort war er in sämtlichen der ersten 16 Erstligapartien in der Mannschaft vertreten, bevor er nach dem Jahreswechsel seinen Platz zunehmend an Mark Clyde verlor. Sein letzter Einsatz beim 0:2 gegen Tottenham Hotspur war sein letzter und gleichzeitig genau 900. Pflichtspielauftritt im Profifußball. Trotz des Abstiegs des Vereins als Tabellenletzter verabschiedeten ihn die Zuschauer dabei mit stehenden Ovationen.

### Irische Nationalmannschaft
Irwin bestritt in der Zeit zwischen 1990 und 1999 insgesamt 56 Spiele für die irische Fußballnationalmannschaft und erzielte dabei vier Tore. Sein erstes A-Länderspiel hatte er am 12. September 1990 gegen Marokko (1:0) absolviert und sich fortan einen Stammplatz erobert. Bei der WM 1994 in den USA standen er in den ersten beiden Gruppenspielen gegen Italien (1:0) und Mexiko (1:2) in der Startelf, bevor eine Gelbsperre seine Teilnahme in der dritten Partie verhinderte und er beim Achtelfinalaus gegen die Niederlande (0:2) unberücksichtigt blieb.
Für die nächsten drei Endrundenturniere von Welt- und Europameisterschaften qualifizierte sich Irwin mit Irland nicht und die Niederlage in den Play-offs zur Teilnahme an der Euro 2000 in den Niederlanden und Belgien gegen die Türkei (mit zwei Remis) war im November 1999 sein letzter Auftritt als irischer Nationalspieler.

## Nach dem Karriereende
Nach dem Ende seiner aktiven Karriere kehrte Irwin nach Manchester zurück, um dort beim vereinseigenen Fernsehsender MUTV als Experte und Moderator zu arbeiten. Dazu engagierte er sich im Rahmen der Berichterstattung zu diversen Fußballturnieren für den irischen öffentlich-rechtlichen Sender RTÉ, darunter die WM 2010 in Südafrika. Für die irische Zeitung Sunday World schreibt er zudem als Kolumnist.

## Persönliches
Sein Sohn Liam (* 1992) trat in seine Fußstapfen und ist ebenfalls als Fußball-Profi aktiv. Nach Stationen in den Jugendauswahlen von Irland, spielte er auf Vereinsebene für die Bolton Wanderers, Altrincham FC und Stockport Sports FC.

## Titel/Auszeichnungen
- UEFA Champions League (1): 1999
- Europapokal der Pokalsieger (1): 1991
- UEFA Super Cup (1): 1991
- Weltpokal (1): 1999
- Englische Meisterschaft (7): 1993, 1994, 1996, 1997, 1999, 2000, 2001
- FA Cup (2): 1994, 1996
- League Cup (1): 1992
- Charity Shield (3): 1993, 1996, 1997
- PFA Team of the Year (4): 1989/90, 1993/94, 1998/99, 2002/03